# Cindy Vandenhole
Cindy Vandenhole (Kortrijk, 8 maart 1999) is een Belgisch turnster.

## Levensloop
Ze was reserve bij de Olympische Zomerspelen 2016.
In juni 2017 liet Vandenhole weten dat ze een punt zet achter haar turncarrière.

## Palmares
| Wedstrijd    | Totaal | Totaal | Onderdeel | Onderdeel | Onderdeel | Onderdeel |
|              | Indiv. | Team   | Sprong    | Balk      | Brug      | Vloer     |
| ------------ | ------ | ------ | --------- | --------- | --------- | --------- |
| Open NK 2016 | 7      |        |           |           |           |           |
| EK 2016      |        | 9      |           |           |           |           |
| WK 2015      | 11     |        |           |           |           |           |
| Nnovara cup  |        | Zilver |           |           |           |           |
| BK 2015      | Goud   |        |           |           |           |           |